# Dente di sega

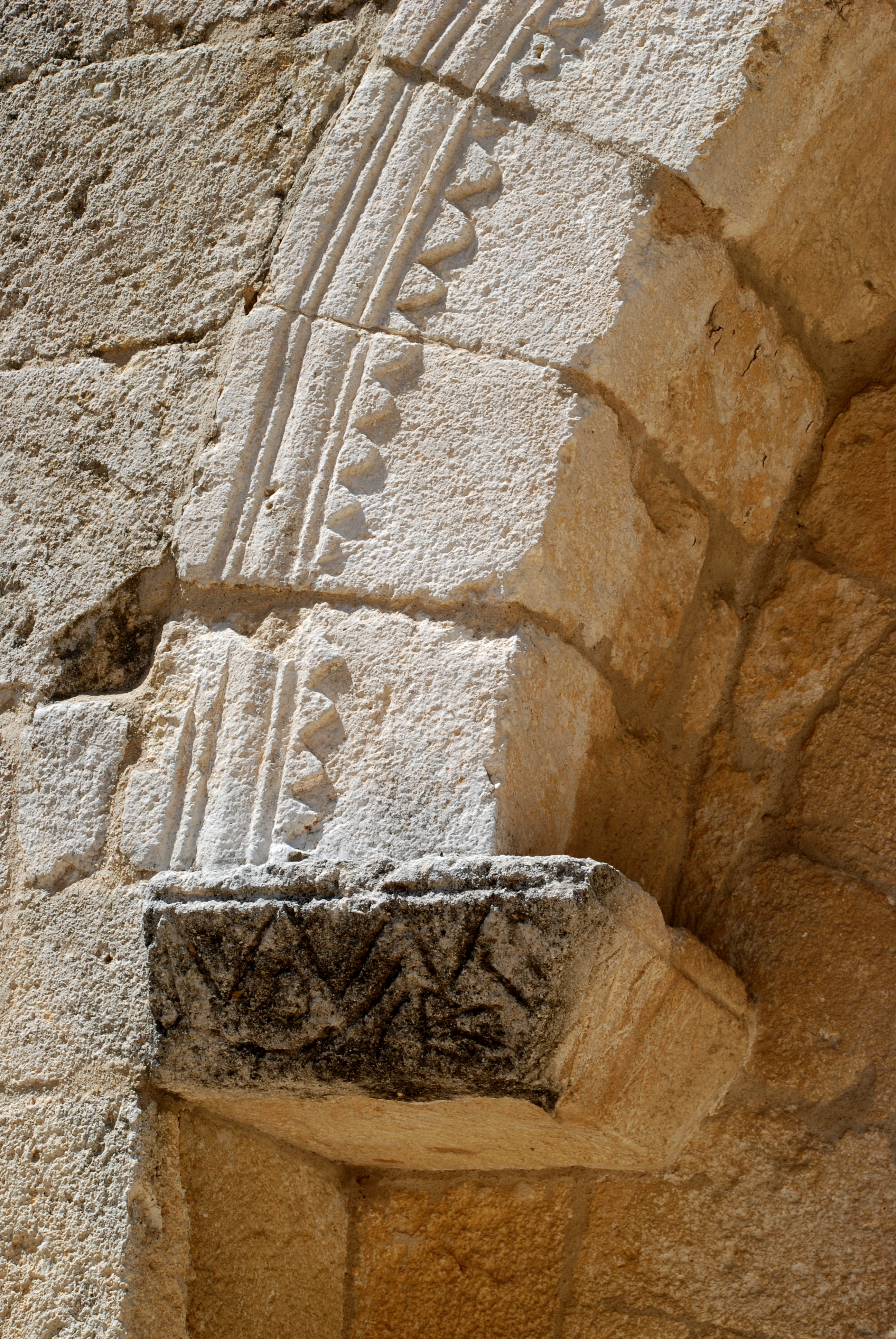
Fregio a dente di sega del portale meridionale della cappella di Saint-Amand de Théziers

I denti di sega in architettura sono un tipo di ornamento comune che imita i denti di una sega.

## Nell'architettura romanica
In architettura romanica, i denti di sega possono formare un fregio. Il fregio del dente di sega si presenta o soprattutto sotto forma di fregio rettilineo o in forma di fregio ad arco.
Questo tipo di fascia ornamentale è composta da denti di sega posti nel piano della facciata contrariamente al fregio a denti di ingranaggio, in cui i denti sono disposti perpendicolarmente al piano della facciata. Il fregio a dente di sega si chiama sägezahn-ornament in tedesco e indented ornament in inglese.

### Origine
Il fregio a dente di sega caratterizza l'architettura romanica: e diventa meno frequente nel XIII secolo .

#### Fregio rettilineo

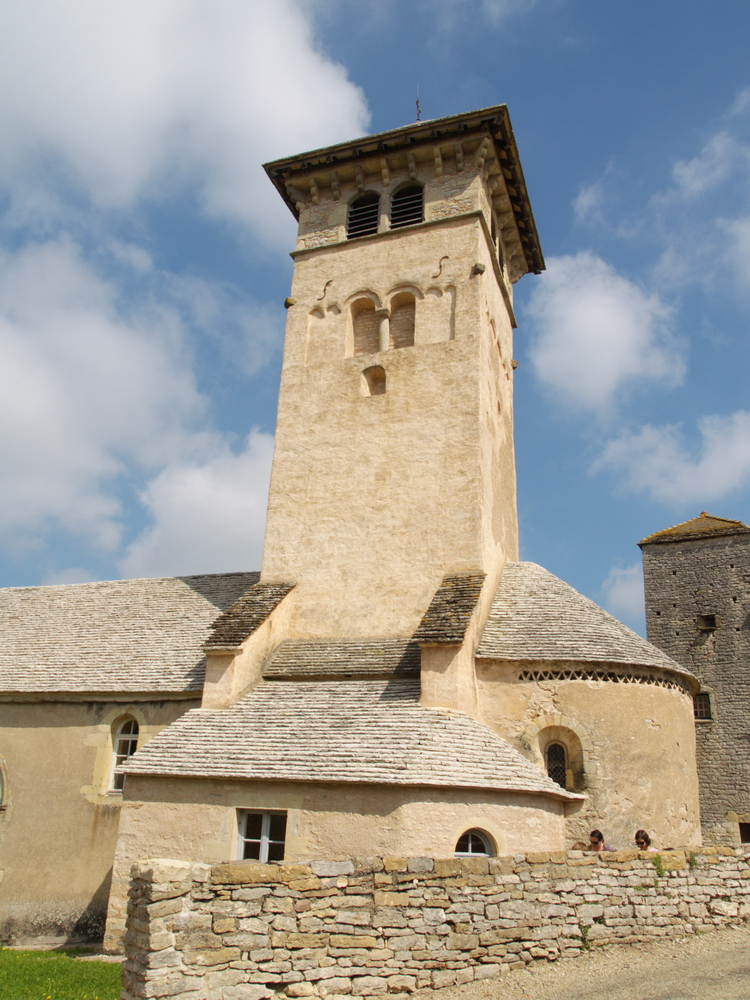
Saint-Martin de Blanot

La forma principale del fregio a dente di sega è il fregio rettilineo.
Essi ornano:
- il campanile, come la torre romanica di Puissalicon;
- il capo della cornice (ad esempio, la chiesa e il priorato di Saint-Martin Blanot);
- la sporgenza del coro, come nella cappella di Saint-Veran Orgon è decorata con un fregio a doppio dente di sega sul lato anteriore e un fregio a denti d'ingranaggio sul suo lato inferiore;
- l'abaco dei capitelli, come si può vedere sui grandi elefanti della chiesa di Saint-Pierre d'Aulnay.

|  |  |  |

#### Fregio semicircolare
Una seconda forma importante tipologia di fregio a denti di sega è nella centina. Lo troviamo per esempio nel portale della cappella di Saint-Amand Théziers.
|  |  |

### Il fregio a denti di sega nello stile post-romanico
Il fregio a denti di sega è mantenuto per il primo periodo gotico ed è ricorrente nello stile gotico primitivo, ancora in gran parte segnato dal vocabolario romanico. Lo troviamo sull'abside della chiesa di San Pietro e San Paolo a Gonesse, sopra le finestre, le torri del coro e l'abside della chiesa priorale di Saint-Leu-d'Esserent, come cornicione e sopra le finestre dell'abside nord della chiesa della Madonna di Taverny.
Queste applicazioni risalgono alla seconda metà del XII secolo e l'inizio del XIII secolo.